# Хірірі
Хірірі (Brotogeris chiriri) — птах родини папугових. До 1997 року поєднували в один вид з Brotogeris versicolurus.

## Зовнішній вигляд
Довжина тіла 20-25 см. Основне забарвлення оперення світло-зелене. Згин крила жовтий.

## Розповсюдження
Живуть від центральної Бразилії до південної Болівії, Парагваю й північної Аргентини.

## Спосіб життя
Населяють переважно лісові вирубки й ділянки близько поселень, розчищені під ріллю. Рідко заходить глибоко в тропічний ліс. Харчуються переважно насіннями й плодами, а також квітками плодових дерев і нектаром.

## Розмноження
Гніздяться в дуплах дерев. У кладці 4-5 яєць.

## Утримання
Має популярність у аматорів природи в Північній і Південній Америці.

## Класифікація
Вид містить у собі 2 підвиду:
- Brotogeris chiriri behni Neumann, 1931
- Brotogeris chiriri chiriri (Vieillot, 1818)